# Peter Millar
Peter Millar es un exfutbolista escocés-estadounidense que jugó como delantero. Pasó nueve temporadas en la segunda American Soccer League, uno en la North American Soccer League y cuatro de la German American Soccer League. 

## Selección nacional
Jugó 13 partidos y anotó nueve goles con la Selección de fútbol de los Estados Unidos entre 1968 y 1972.

## Clubes
| Club                    | País           | Año         |
| ----------------------- | -------------- | ----------- |
| Inter S.C.              | Estados Unidos | 1960 - 1961 |
| Inter-Brooklyn Italians | Estados Unidos | 1961 - 1962 |
| Boca Juniors            | Argentina      | 1962 - 1964 |
| New York Inter          | Estados Unidos | 1964 - 1968 |
| Baltimore Bays          | Estados Unidos | 1969        |
| New York Inter Giuliana | Estados Unidos | 1969 - 1972 |